# Claude Ngon Adjam
Claude Parfait Ngon Adjam (24 gennaio 1980) è un ex calciatore camerunese, di ruolo attaccante.

## Carriera

### Nazionale
È stato convocato per la Confederations Cup del 2003.

## Palmarès

### Club

#### Competizioni nazionali
- Campionato camerunese: 1

Canon Yaoundé: 2002
- Coppa del Camerun: 1

Canon Yaoundé: 2002

#### Competizioni internazionali
- Coppa della Livonia: 1

Skonto: 2005